# Hubert Godon
Pour les articles homonymes, voir Godon (homonymie).
Hubert Godon est un acteur français né le 9 août 1947 à Paris et mort le 15 avril 2019 à Mâcon.

## Biographie
Hubert Godon naît le 9 août 1947 dans le 8e arrondissement de Paris.
Il commence sa formation avec le Cours Simon pendant trois ans, puis se perfectionne au Théâtre des Cinquante d'Andréas Voutsinas.
Avec l’École du Cirque, il acquiert des compétences au trapèze, en équilibre et en jonglage. Il se forme aussi aux claquettes et à la danse moderne.
Il effectue un stage à l'Actors Studio avec Jack Garfein. Il s'est surtout fait connaître dans l'émission Au théâtre ce soir.
Il meurt le 15 avril 2019 à Mâcon, à 71 ans. Ses funérailles ont été célébrées à Vinzelles le 23 avril 2019.

## Filmographie

### Cinéma
- 1974 : Impossible... pas français de Robert Lamoureux

### Télévision

#### Téléfilm
- 1980 : Le Marchand de Venise de Jean Manceau :  Lancelot

#### Séries télévisées
- 1982 : Télétactica :

#### Au théâtre ce soir
- 1968 : J'ai 17 ans de Paul Vandenberghe, mise en scène Robert Manuel, réalisation Pierre Sabbagh, Théâtre Marigny
- 1969 : Les Enfants d'Édouard de Marc-Gilbert Sauvajon d'après Frederic Jackson et Roland Bottomley, mise en scène Jean-Paul Cisife, réalisation Pierre Sabbagh, Théâtre Marigny
- 1969 : George et Margaret de Marc-Gilbert Sauvajon d'après Gérald Savory et Jean Wall, mise en scène Jacques-Henri Duval, réalisation Pierre Sabbagh, Théâtre Marigny
- 1972 : Le Don d'Adèle de Pierre Barillet et Jean-Pierre Grédy, mise en scène Jean Le Poulain, réalisation Pierre Sabbagh, Théâtre Marigny
- 1972 : Les Œufs de l'autruche de André Roussin, mise en scène Jacques Échantillon, réalisation Pierre Sabbagh, Théâtre des Variétés
- 1973 : La Reine blanche  de Pierre Barillet et Jean-Pierre Grédy, mise en scène Jacques Sereys, réalisation Georges Folgoas, Théâtre Marigny
- 1973 : Jean-Baptiste le mal-aimé d’André Roussin, mise en scène Louis Ducreux, réalisation Georges Folgoas, Théâtre Marigny
- 1978 : Le Greluchon délicat de Jacques Natanson, mise en scène Jacques Mauclair, réalisation Pierre Sabbagh, Théâtre Marigny
- 1979 : La Route des Indes de Jacques Deval, mise en scène Robert Manuel, réalisation Pierre Sabbagh, Théâtre Marigny
- 1981 : Les Pas perdus de Pierre Gascar, mise en scène Jacques Mauclair, réalisation Pierre Sabbagh, Théâtre Marigny

## Théâtre
- 1969 : Le Misanthrope de Molière, mise en scène Jean-Yves Gauduchon, Théâtre Daniel Sorano (Vincennes) et Festival de Careil
- 1970 : La Nuit des rois de William Shakespeare, mise en scène de Jean Yves Gauduchon, Festival de Careil
- 1970 : L'Éventail de Carlo Goldoni, mise en scène Jean-Yves Gauduchon, Festival de Careil
- 1970 : Le Médecin malgré lui, de Molière, mise en scène Jean Yves Gauduchon, Festival de Careil
- 1971 : Hamlet de Jules Laforgue, mise en scène de Jean Yves Gauduchon, Festival de Careil
- 1970 : Les Enfants d'Édouard de Marc-Gilbert Sauvajon, mise en scène Jean-Paul Cisife, Théâtre des Bouffes-Parisiens
- 1972 : Clérambard de Marcel Aymé, mise en scène Jean-Paul Cisife
- 1972 : Une visite de noces d'Alexandre Dumas, mise en scène Jacques Échantillon, Théâtre des Variétés
- 1973 : Chante, Papa, chante de Marcel Moussy, mise en scène René Dupuy, Théâtre des Nouveautés
- 1973 : Le Juif de Malte de Christopher Marlowe, mise en scène Jean Le Poulain, Château d'Angers
- 1973 : L'Encombrant Concombre de Robert Pinget, mise en scène Louis Thierry, Le Petit Casino
- 1978 : La Vénitienne, mise en scène Attilio Maggiulli, Il Teatrino Italiano (Paris)
- 1981 : Jacques ou la Soumission, d’Eugène Ionesco, mise en scène Mario Franceschi, Cour de l'Oratoire  (Avignon)
- 1981 : Les Pentablogues de Roland Dubillard, mise en scène François Joxe, Théâtre de la Roquette
- 1984 : Georges Dandin de Molière, mise en scène de Pierre Lefebvre, Comédie de Touraine , Grand Théâtre (Tours)
- 1985 : Un Garçon de chez Very de Eugène Labiche, mise en scène Jean le Poulain, Théâtre de Boulogne Billancourt
- 1985 : Les Fourberies de Scapin de Molière,
- 1985 : Mesdames de Montenfriche d’Eugène Labiche, mise en scène Francis Joffo, Théâtre de Boulogne-Billancourt  (Boulogne-Billancourt)
- 1985 : Naïves hirondelles de Roland Dubillard, mise en scène J.Y.Gauduchon (tournée)
- 1985 : Dieu, de Victor Hugo, mise en scène François Joxe, festival de Gavarnie
- 1987 : La Chanson de Roland, mise en scène François Joxe, festival de Gavarnie
- 1988 : Le Songe d'une Nuit d'été, de Shakespeare, mise en scène François Joxe, festival de Gavarnie
- 1988 : Le Roman de Renart, Théâtre Fontaine
- 1989 : Un chapeau de paille d'Italie, d'Eugène Labiche et Marc-Michel, mise en scène Jean-Paul Lucet, Théâtre des Célestins
- 1990 : Roméo et Juliette de William Shakespeare mise en scène Jean-Paul Lucet, Théâtre des Célestins, Théâtre Antique de Fourvière
- 1999 : L'Amante anglaise, de Marguerite Duras, mise en scène Patrice Kerbrat, Théâtre de l'Œuvre
- 1999 : Vie de Georges Bandy, d'après Pierre Michon, mise en scène Jean-Christophe Cochard
- 2000 : Vies d'Eugène et de Clara et Vie du Père Foucault, d'après Pierre Michon, mise en scène Jean-Christophe Cochard
- 2010 : La soirée du Capitaine de Institut Paul Bocuse, mise en scène La soirée du Capitaine, Château du Vivier
- 2011 : Pour un oui
- 2016 : Vies minuscules, de Pierre Michon, Intégrale à Cluny